# Bandiera della Tunisia
La Bandiera Tunisina fu ufficialmente approvata nel 1831 dal bey tunisino Hassine II, ed in seguito ha subito pochissimi cambiamenti. Ed è considerata la più antica bandiera Araba e Africana ancora in uso, rientra tra le 10 più antiche, bandiere, ancora in uso.
Si compone di un cerchio bianco su fondo rosso, con al suo interno una mezzaluna ed una stella entrambe rosse.
La luna calante è il simbolo del mondo arabo e la stella simboleggia i cinque pilastri dell'Islam. La luna calante e la stella sono anche un'indicazione della storia passata della Tunisia come parte dell'Impero ottomano. Il colore rosso, pur essendosi trascinato dal periodo ottomano, è il simbolo del sangue dei martiri del paese. Il colore bianco sta a significare che la Tunisia è un paese di pace.
La bandiera venne riadottata con l'ottenimento dell'indipendenza dalla Francia, in quanto era stata la bandiera di una Tunisia indipendente prima dell'arrivo degli europei.
Si avvicina molto alla Bandiera della Turchia sia per i colori rosso e bianco, sia per i simboli della mezzaluna e della stella a cinque punte, cambia il colore della mezzaluna e della stella che nella bandiera della Tunisia sono rosse all'interno di un cerchio bianco mentre nella bandiera della Turchia il cerchio bianco è assente e la mezzaluna e la stella sono bianche invece che rosse.

## Bandiere storiche

Insegna navale della Tunisia ottomana (XVIII secolo)
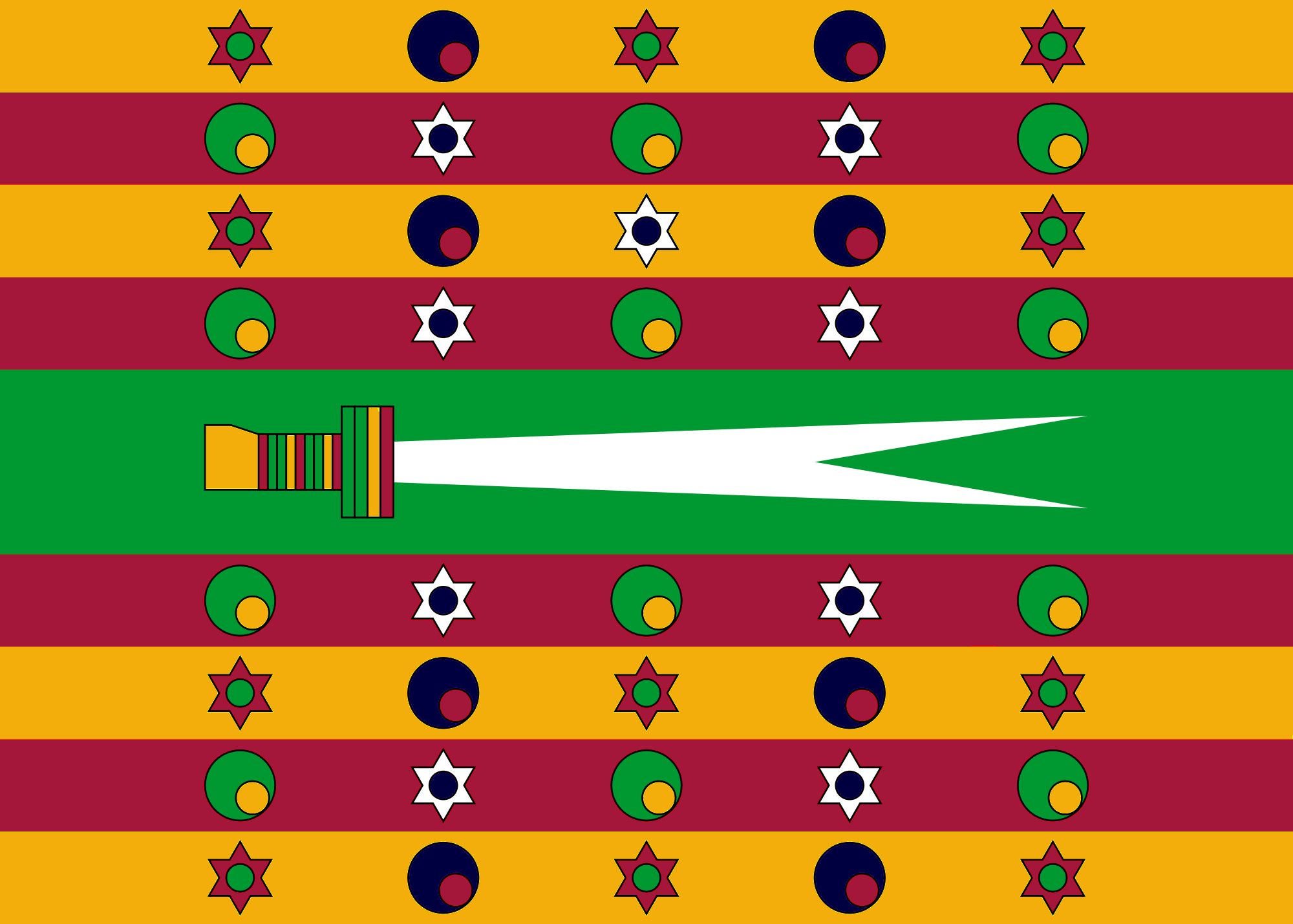
Stendardo dei Bey di Tunisi (XIX secolo)
Bandiera non ufficiale del Protettorato francese in Tunisia (1881-1956)
Bandiera della Tunisia, leggermente diversa nelle proporzioni rispetto all'attuale (1959-1999)
Bandiera proposta per la Repubblica Araba Islamica, confederazione proposta per gli Stati di Tunisia e Libia, ma mai effettivamente attuata